# Brandenburg (Kentucky)
Brandenburg – miasto w Stanach Zjednoczonych, w stanie Kentucky, w hrabstwie Meade.